# Dassault Balzac V
Dassault Balzac V je bil francoski eksperimentalni lovec z možnostjo vertikalnega vzleta in pristanka (VTOL). Zasnovali so ga na podlagi prototipa lovca Mirage III. 
Balzac V je imel za pogon en turboreaktivni motor Bristol Siddeley Orpheus, za vertikalen  vzlet in pristanek pa je imel še dodatnih osem manjših turboreaktivnih motorjev Rolls-Royce RB108-1A.
Zgradili so samo prototip Balzac V, ki je bil med testiranjem poškodovan.

## Specifikacije(Balzac V)
Podatki iz Green 1964, p. 520
Splošne karakteristike
- Posadka: 1
- Dolžina: 13,1 m (42 ft 11,75 in)
- Razpon kril: 7,3 m (23 ft 11,25 in)
- Višina: 4,6 (m 15 ft)
- Površina kril: 27,2 m² (292,78 ft²)
- Teža praznega letala: 6124 kg (13500 lb)
- Naložena teža: 7000 kg (15432 lb)
- Pogon letala:
  - 1 × Bristol Siddeley Orpheus BOr 3 turboreaktivni motor (za križarjenje), 21,57 kN (4850 lbf)
  - 8 × Rolls-Royce RB108-1A turboreaktivni motor (za vzlet), 9,6 kN (2160 lbf)   vsak

 Zmogljivost 
- Maks. hitrost: 1104 km/h (686 mph) na nivoju morja
- Obremenitev kril: 257,3 kg/m² (52,7 lb/ft²)
- Razmerje potisk/teža (jet): 1,12:1
- Čas leta: 15 minut